# 拉沙佩勒-雷昂维尔
拉沙佩勒-雷昂维尔（法語：La Chapelle-Réanville，法語發音：[la ʃapɛl ʁeɑ̃vil]）是法国厄尔省的一个旧市镇，位于该省东部，属于埃夫勒区。拉沙佩勒-雷昂维尔于1844年由原市镇拉沙佩勒热讷夫赖（La Chapelle-Génevray）和雷昂维尔（Réanville）合并而成。2017年1月1日，拉沙佩勒-雷昂维尔和相邻的另外2个市镇合并为新市镇拉沙佩勒隆格维尔（La Chapelle-Longueville）。

## 地理
拉沙佩勒-雷昂维尔（49°5'43"N, 1°22'38"E）面积8.07 平方千米，位于法国诺曼底大区厄尔省，该省份为法国北部内陆省份，北起滨海塞纳省，西接奧恩省和卡爾瓦多斯省，南至厄尔-卢瓦省，东临瓦兹省、瓦兹河谷省和伊夫林省。
与拉沙佩勒-雷昂维尔接壤的市镇（或旧市镇、城区）包括：乌尔贝克科什雷勒、梅尔塞。
拉沙佩勒-雷昂维尔的时区为UTC+01:00、UTC+02:00（夏令时）。

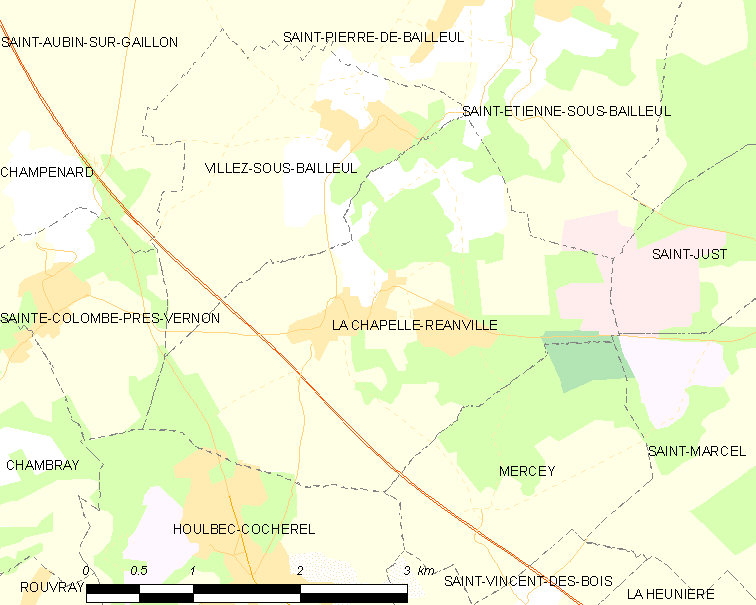
拉沙佩勒-雷昂维尔的OSM定位图

## 行政
拉沙佩勒-雷昂维尔的邮政编码为27950，INSEE市镇编码为27150。

## 政治
拉沙佩勒-雷昂维尔所属的省级选区为厄尔河畔帕西县。

## 人口

1962-2008年间拉沙佩勒-雷昂维尔人口变化图示

拉沙佩勒-雷昂维尔于2018年1月1日时的人口数量为1097人。